# Pic Macaya
De Pic Macaya is met 2347 meter de op een na hoogste berg van Haïti. De topografische prominentie bedraagt 2087 meter. De berg ligt in het departement Sud en maakt deel uit van het Massif de la Hotte. De berg is genoemd naar de mawon-hoofdman Macaya die gestreden had tegen de Fransen.
Rondom de berg ligt het Nationaal park Pic Macaya van 20 km². De hellingen zijn deels bedekt met nevelwoud. Het gebied is van belang voor ornithologen.